# Staafmixer

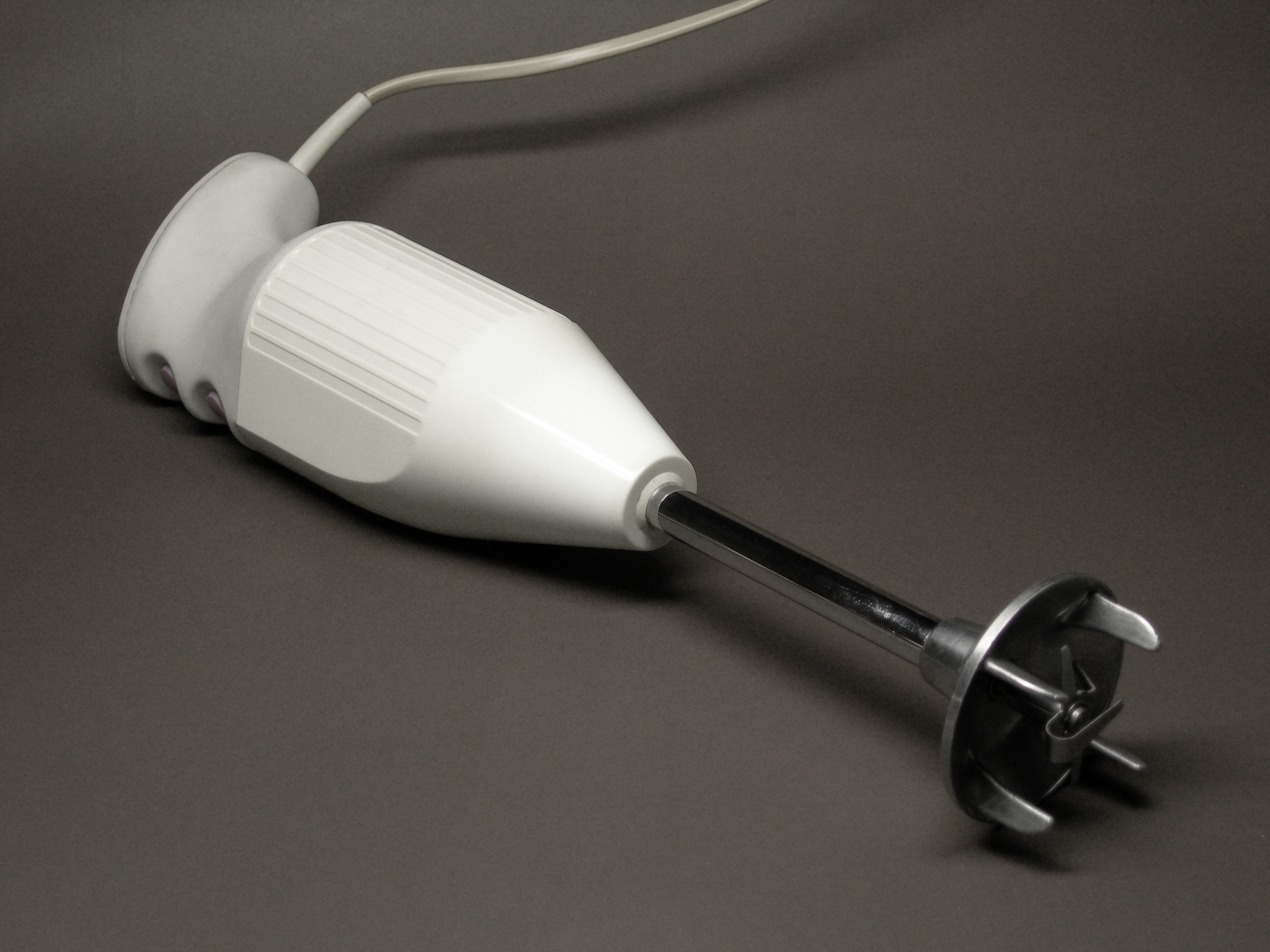
Staafmixer met verwisselbaar mesje

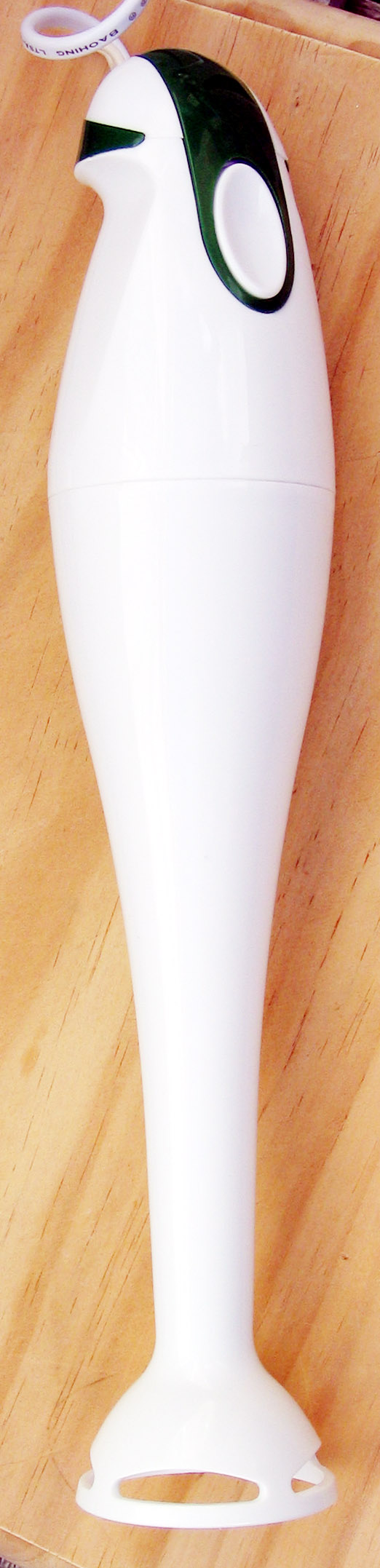
Een staafmixer

Een staafmixer is een speciale mixer die is bedoeld om voedsel zeer fijn te vermalen. Het apparaat is veelal in de vorm van een lange staaf, waarin de elektromotor zich bevindt, met aan het uiteinde een mes dat zeer snel ronddraait. Het mes heeft doorgaans twee bladen, die op een verschillende hoogte staan.
Een staafmixer kan onder meer gebruikt worden voor het bereiden van babyvoeding, soepen en sauzen en ook voor het zelf maken van milkshakes en smoothies. Hiervoor wordt bij een staafmixer vaak een speciale, hoge maatbeker geleverd. Hiermee is een staafmixer een goed alternatief voor een blender. Voor het fijnmalen van voedsel wordt er ook een hakmolen bij geleverd. De werking hiervan is hetzelfde als die van een keukenmachine.
De staafmixer werd in 1950 gepatenteerd door de Zwitser Roger Perrinjaquet. Hij noemde het apparaat Bamix wat een combinatie is van "bat et mixe" (slaan en mixen).